# Машина войны
«Машина войны» (англ. War Machine) — американская сатирическая военная комедия 2017 года режиссёра Дэвида Мишо. Сценарий написан Мишо на основе книги «Операторы» Майкла Хастингса. Премьера фильма состоялась 26 мая 2017 года на Netflix.

## Сюжет
Летом 2009 года генерала Глена Макмэна (Брэд Питт) посылают в Афганистан для оценки ситуации в продолжающейся войне. Ему разрешают послать отчёт на высший уровень при условии, что он не затребует дополнительные войска. Макмэн с его командой утверждает, что войну можно выиграть, и рекомендует послать дополнительно 40 тысяч солдат для захвата провинции Гильменд и стабилизации ситуации в стране. Государственный секретарь США сообщает ему, что его отчёт будет рассмотрен только после окончания предстоящих выборов Президента Афганистана.
Макмэну сообщают, что из-за проблем при подсчёте голосов необходимо провести дополнительные выборы, что дополнительно переносит рассмотрение его отчёта. Макмэн позволяет отчёту «утечь» к The Washington Post, после чего устраивает интервью с «60 минут», где утверждает, что за последние семьдесят дней ему удалось поговорить с президентом только один раз. В ответ правительство США заявляет, что отправит в Афганистан дополнительно 30 тысяч и что выведет войска через 18 месяцев. Чтобы получить недостающие для операции 10 тысяч солдат, Макмэн со своей командой отправляется в Париж для переговоров.
В Париже Макмэн узнает, что президент хочет с ним встретиться, но в итоге из-за недостатка времени только пожимает ему руку при посадке на самолёт. Макмэн знакомится с журналистом Rolling Stone Шоном Калленом, который хочет написать статью о генерале в предстоящем выпуске журнала.
Каллен сопровождает генерала и его команду в Берлин для продолжения переговоров. Он замечает, что они ведут себя самоуверенно и не обращают внимание на то, что в обществе нарастает мнение о бессмысленности продолжения войны. На конференции немецкий представитель выражает скептицизм о целесообразности предложенной Макмэном операции, считая, что это приведёт лишь к большим жертвам. Тем не менее, Германия и Франция соглашаются предоставить войска при условии, что операция будет одобрена президентом Афганистана.
Операция, получившая название «Моштарак», начинается, но сталкивается с трудностями после того, как несколько гражданских погибает в ходе боёв. Макмэн также узнаёт, что Каллен опубликовал статью в журнале, где утверждает, что генерал и его команда открыто критикуют позицию президента США. Уже понимая, что его лишат должности, Макмэн возвращается в Вашингтон.

## В ролях
- Брэд Питт — генерал Глен Макмэн, персонаж основан на генерале Стэнли Маккристале
- Джон Магаро — Кори Стэггарт
- Эмори Коэн — Уилли Данн
- Алан Рак
- Арджей Сайлер — Энди Мун
- Дэниэл Беттс — Саймон Болл
- Тофер Грейс — Мэтт Литтл
- Энтони Майкл Холл — Грэг Пулвер
- Энтони Хейз — Пит Дакмэн
- Скут Макнейри — Шон Каллен
- Лакит Стэнфилд — Билли Коул
- Уилл Поултер — Рикки Ортега
- Шан Томас
- Мег Тилли — Джини Макмэн
- Бен Кингсли — президент Афганистана Хамид Карзай[2]

## Критика
Фильм получил смешанные оценки кинокритиков. На сайте Rotten Tomatoes фильм имеет рейтинг 49 % на основе 86 рецензии критиков со средней оценкой 5,7 из 10. На сайте Metacritic фильм получил оценку 56 из 100 на основе 30 рецензий, что соответствует статусу «смешанные или средние отзывы».